# Rooms on Fire
Rooms on Fire è un singolo della cantautrice statunitense Stevie Nicks, pubblicato nel 1989 ed estratto dal suo quarto album in studio da solista The Other Side of the Mirror.
Il brano è stato scritto da Stevie Nicks e Rick Nowels.

## Tracce
- 7"

1. Rooms on Fire
2. Alice

- CD/12"

1. Rooms on Fire
2. Alice
3. Has Anyone Ever Written Anything for You (live)